# Алімов Аріф Алімович
Арі́ф Алі́мович Алі́мов (8 травня 1912, місто Ташкент, тепер Узбекистан — 2 жовтня 2005, місто Ташкент, Узбекистан) — радянський державний і партійний діяч, Голова Ради Міністрів Узбецької РСР. Член бюро ЦК КП Узбекистану. Депутат Верховної ради Узбецької РСР. Депутат Верховної ради СРСР 3—5-го скликань.

## Життєпис
Народився в родині шевця-кустаря. Одночасно із навчанням в школі, з чотирнадцятирічного віку був учнем шевця. У 1930 році закінчив середню школу в Ташкенті.
У 1933 році закінчив Середньоазіатський плановий інститут.
У грудні 1933 — квітні 1934 року — економіст радгоспу № 9 «Савай» Джалял-Кудуцького району Узбецької РСР. У квітні 1934 — грудні 1935 року — економіст народно-господарського обліку Узбецької РСР. У грудні 1935 — березні 1936 року — економіст державної комісії із визначення врожайності Узбецької РСР. У березні 1936 — травні 1938 року — економіст народно-господарського обліку Узбецької РСР. У 1937 році вступив до комсомолу.
У травні 1938 — січні 1939 року — завідувач навчальної частини і заступник директора технікуму народно-господарського обліку Узбецької РСР у Ташкенті.
У січні — липні 1939 року — завідувач відділу пропаганди і агітації Сталінського районного комітету ЛКСМ Узбекистану міста Ташкента, завідувач відділу пропаганди і агітації Ташкентського міського комітету ЛКСМ Узбекистану.
У липні 1939 — жовтні 1940 року — заступник директора із навчальної частини технікуму народно-господарського обліку Узбецької РСР у Ташкенті.
У жовтні 1940 — червні 1941 року — начальник Ташкентського обласного управління народно-господарського обліку Узбецької РСР.
Член ВКП(б) з квітня 1941 року.
У червні — жовтні 1941 року — заступник начальника статистичного управління при Раді народних комісарів Узбецької РСР.
У жовтні 1941 — вересні 1942 року — завідувач відділу харчової промисловості ЦК КП(б) Узбекистану.
У вересні 1942 — серпні 1943 року — 1-й секретар Кокандського міського комітету КП(б) Узбекистану.
У серпні 1943 — 5 березня 1945 року — народний комісар державної безпеки Каракалпацької АРСР.
У березні 1945 — жовтні 1946 року — 2-й секретар Андижанського обласного комітету КП(б) Узбекистану.
У жовтні 1946 — жовтні 1948 року — 1-й секретар Наманганського обласного комітету КП(б) Узбекистану.
У жовтні 1948 — квітні 1950 року — 1-й секретар Самаркандського обласного комітету КП(б) Узбекистану.
24 квітня 1950 — лютий 1951 року — міністр бавовництва Узбецької РСР.
У лютому 1951 — вересні 1952 року — 1-й секретар Бухарського обласного комітету КП(б) Узбекистану.
У вересні 1952 — лютому 1956 року — 1-й секретар Ташкентського обласного комітету КП Узбекистану.
28 січня 1956 — 13 березня 1957 року — секретар ЦК КП Узбекистану.
У березні 1957 — березні 1959 року — 1-й секретар Самаркандського обласного комітету КП Узбекистану.
16 березня 1959 — 27 вересня 1961 року — голова Ради міністрів Узбецької РСР.
У вересні 1961 — листопаді 1969 року — начальник відділу статистики фінансів Центрального статистичного управління СРСР. У листопаді 1969 — 1973 року — начальник відділу кадрів Центрального статистичного управління СРСР. У 1973 — березні 1975 року — начальник управління кадрів Центрального статистичного управління СРСР.
7 березня 1975 — січень 1981 року — голова аграрно-промислового госпрозрахункового об'єднання із виробництва, заготівель, промислової переробки і оптової реалізації картоплі, овочів, баштанних культур, фруктів і винограду Ради міністрів Узбецької РСР («Узплодовочвинпром») у місті Ташкенті.
У січні 1981 — березні 1984 року — міністр плодоовочевого господарства Узбецької РСР.
З березня 1984 року — персональний пенсіонер союзного значення в Ташкенті. З 1989 року — голова Республіканської ради Товариства охорони природи Узбецької РСР (Узбекистану).
Помер 2 жовтня 2005 року в місті Ташкенті.

## Звання
- майор держбезпеки (1943)

## Нагороди
- два ордени Леніна (16.01.1950, 11.01.1957)
- орден Жовтневої Революції (4.03.1980)
- два ордени Трудового Червоного Прапора (3.09.1971,)
- орден Червоної Зірки (6.02.1947)
- орден «Знак Пошани» (23.01.1946)
- медалі
- Почесна грамота Республіки Узбекистан (21.04.1992)